# Battaglia di Montebello (1800)
La battaglia di Montebello si svolse il 9 giugno 1800 tra gli eserciti francese e austriaco presso Montebello. A scontrarsi furono le due divisioni dei due secondi in comando dei rispettivi eserciti, Jean Lannes per i francesi e  Peter Karl Ott per gli austriaci. Con questa vittoria Lannes impedì agli austriaci di fuggire dalla manovra avvolgente di Napoleone, gettando le basi per la battaglia di Marengo, avvenuta pochi giorni dopo. 

## Contesto storico
Nel 1799 l'Europa intera si trovò invischiata in un nuovo conflitto tra le forze conservatrici di Austria, Russia ed Inghilterra e le forze della giovane repubblica francese. Le principali cause del conflitto erano state la creazione di alcune nuove repubbliche in Italia e Svizzera, basate sul modello francese, e la spedizione del generale Bonaparte in Egitto.
Le forze repubblicane si trovarono divise principalmente su due fronti: quello svizzero-tedesco, dove le forze del generale Massena riuscirono a respingere le forze russe e a salvare la repubblica da un'invasione, e quello italiano, dove i vari comandanti in carica stavano riscontrando notevoli difficoltà a neutralizzare le armate dei generali Suvorov e von Melas. Nemmeno l'abbandono del primo in favore della Svizzera era servito a molto: l'offensiva lanciata dal generale Championnet si tramutò rapidamente in una rotta ed i francesi persero Cuneo, l'unica fortezza rimasta in loro possesso da quel lato delle Alpi.

## Antefatti

### Attacco austriaco in Liguria

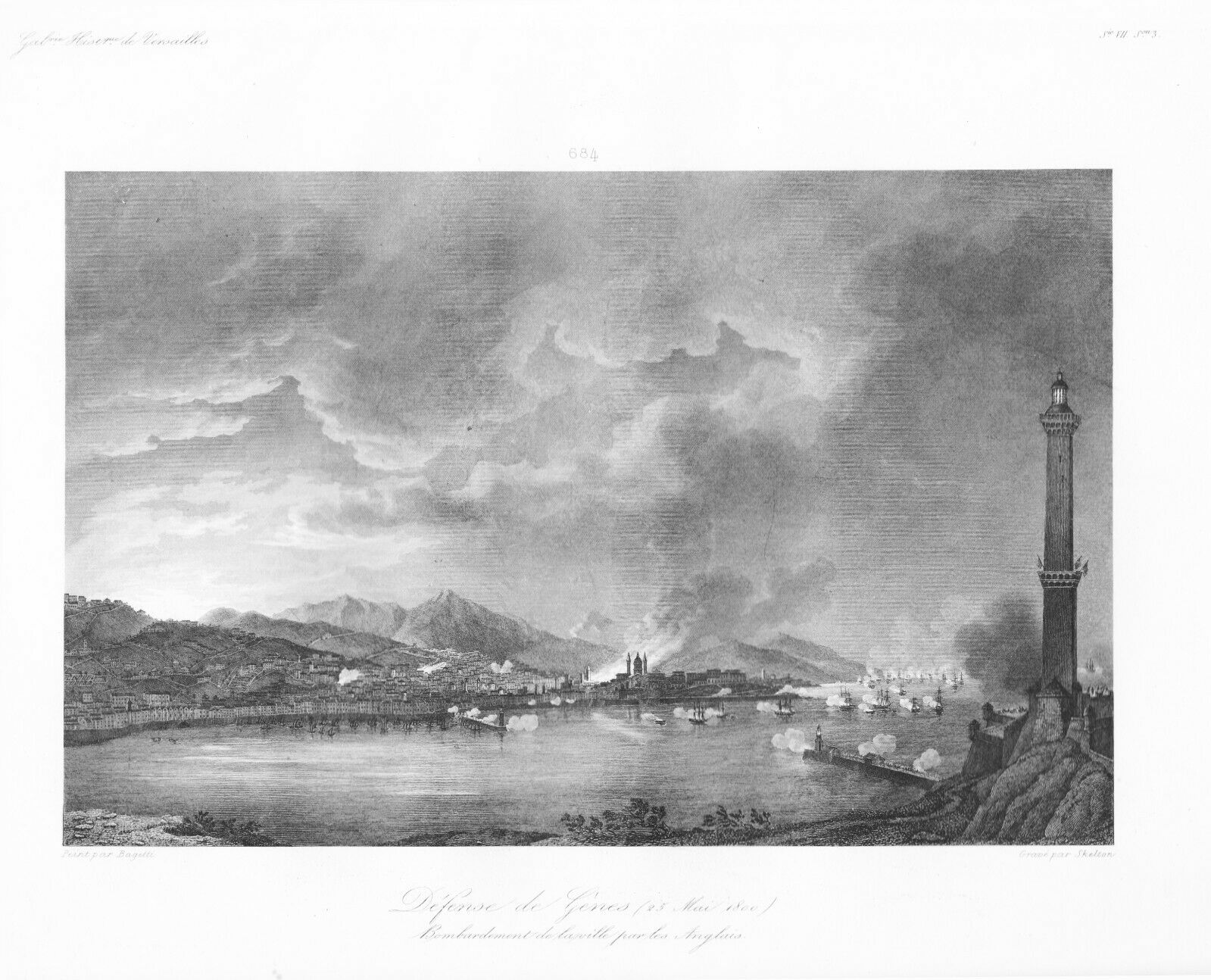
Bombardamento inglese di Genova

Arrivo dell'inverno aveva anche congelato le posizioni delle due armate: separate dalle Alpi e dagli Appennini, dove i valichi erano ostruiti dalle pesanti nevicate, le due armate attendevano l'arrivo delle stagioni più miti per poter riprendere le ostilità. Gli austriaci, nello specifico, erano ansiosi di riprendere i combattimenti: l'Armata d'Italia era stata messa alle corde, chiusa in un fazzoletto tra le montagne ed il mare che i pochi soldati a suo disposizione non potevano difendere contro un'armata austriaca che annumerava quasi il doppio degli uomini. Von Melas intendeva spezzare in due l'esercito francese ed assediarne una parte a Genova, dove si trovavano il loro quartier generale e la maggior parte dei loro depositi. Tale piano, ostacolato più volte da problemi logistici, fu messo in atto nell'aprile del 1800. Scendendo dalla Bocchetta di Altare verso Savona, von Melas riuscì confortevolmente a separare l'ala sinistra di Suchet dal centro e dalla destra di Soult e Massena, recentemente appuntato come nuovo comandante dell'armata. Furono inutili i tentativi dei tre di ricongiungere le forze: nel giro di due settimane la maggior parte delle forze francesi si ritrovò asserragliata a Genova, costretta ad un a resistenza prolungata in attesa dell'arrivo di una nuova armata francese per sciogliere l'assedio.

### Discesa di Napoleone in Italia

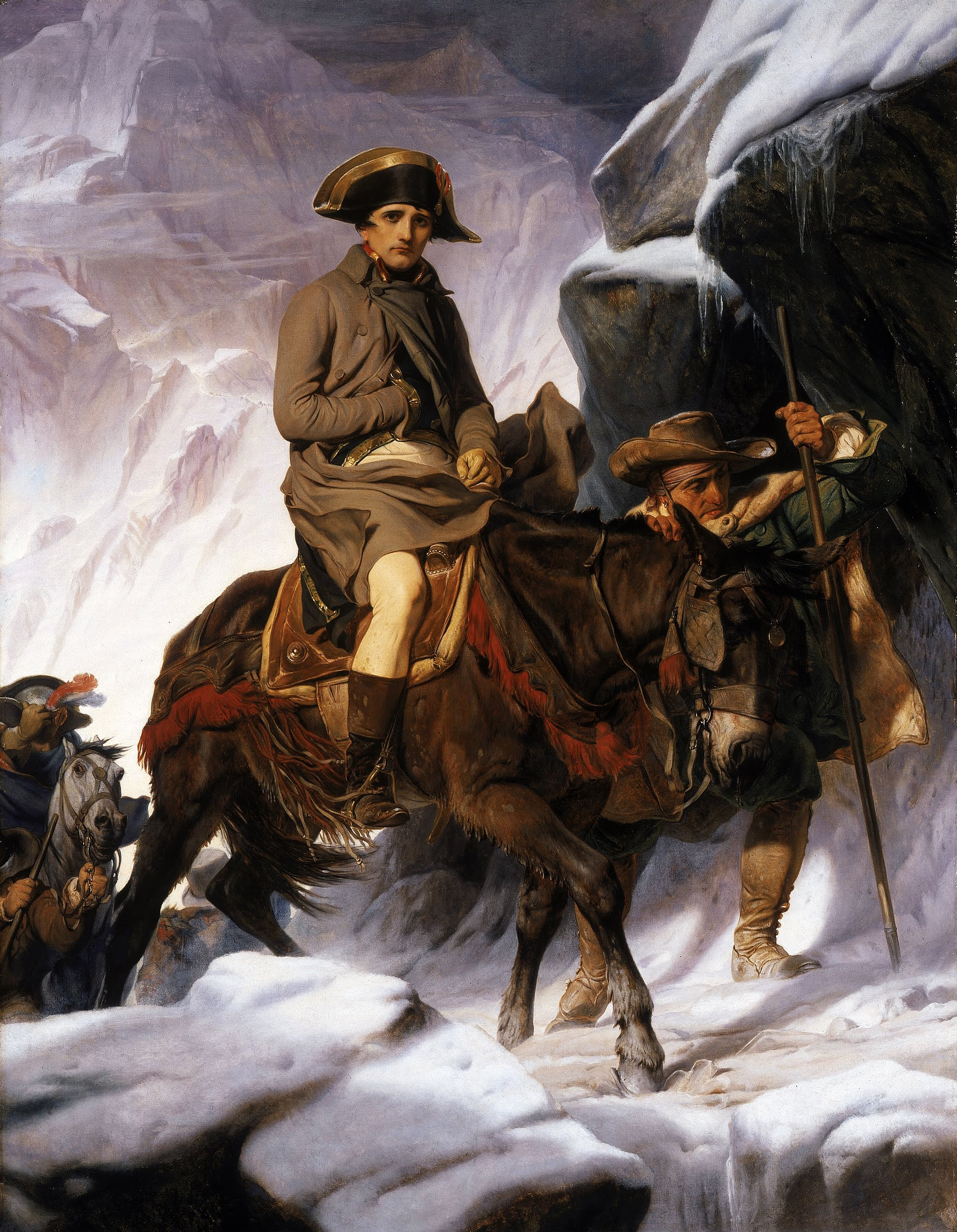
Napoleone attraversa le Alpi a dorso di un mulo

Napoleone, che stava già pianificando una manovra a sorpresa in Italia, fu colto alla sprovvista dalla notizia della rovinosa situazione di Massena ed affrettò i preparativi per la sua partenza: a Digione, la sua Armata di Riserva, si stava preparando per varcare le Alpi e colpire gli austriaci alle spalle. Passato il Gran San Bernardo e superata la tenace resistenza del Forte di Bard, i repubblicani riuscirono a raggiungere la Pianura Padana, sbucando alle spalle degli austriaci, che non avevano affatto calcolato la possibilità di vedere un'armata francese entrare in Italia passando tra le montagne. 
Infatti, von Melas si aspettava un attacco in direzione di Genova, volto a liberare immediatamente le forze repubblicane sotto assedio, pertanto il grosso dell'esercito austriaco era convenientemente disposto tra Nizza, Genova ed Alessandria. Napoleone contava proprio sulla resistenza di Genova per chiudere le forze austriache in una morsa: chiuse dalle sue armate ad est, dal mare a sud e ad ovest dai resti dell'Armata d'Italia, gli austriaci avrebbero perso le proprie comunicazioni con Vienna e sarebbero stati lentamente stritolati dall'avanzata di Napoleone, non avendo più possibilità di ricevere rinforzi.
Per evitare ciò, una volta completato l'assedio di Genova, von Melas inviò parte delle proprie truppe a cercare un varco tra le linee di Napoleone che, per bloccare ogni possibile via di fuga, aveva esteso le proprie forze a coprire ogni possibile spazio tra il Po e le montagne degli Appennini. Una di queste colonne, comandata dal generale Ott, partendo dal Piemonte, si diresse verso est, attraversando l'Oltrepò Pavese nei primi giorni di giugno. Furono loro ad incontrare la divisione di Lannes che procedeva in direzione contraria.
Infatti, il giorno precedente, l'8 giugno, i repubblicani avevano incontrato a Broni alcuni reparti di truppe leggere austriache e le avevano sloggiate, impossessandosi della strada per Stradella. Fu così che Bonaparte apprese finalmente con certezza, dai prigionieri, della caduta di Genova e dell'avvicinarsi di von Melas, sebbene non conoscesse ancora le clausole della convenzione stretta tra Ott e Massena. Napoleone ordinò a Victor di accelerare la marcia e a Murat di raggiungerlo con la riserva. Lannes ricevette l'ordine di avanzare l'indomani su Casteggio e Watrin, che marciava alla testa della sua colonna, respinse facilmente le truppe di Oreilly in questa piccola città.

## La battaglia

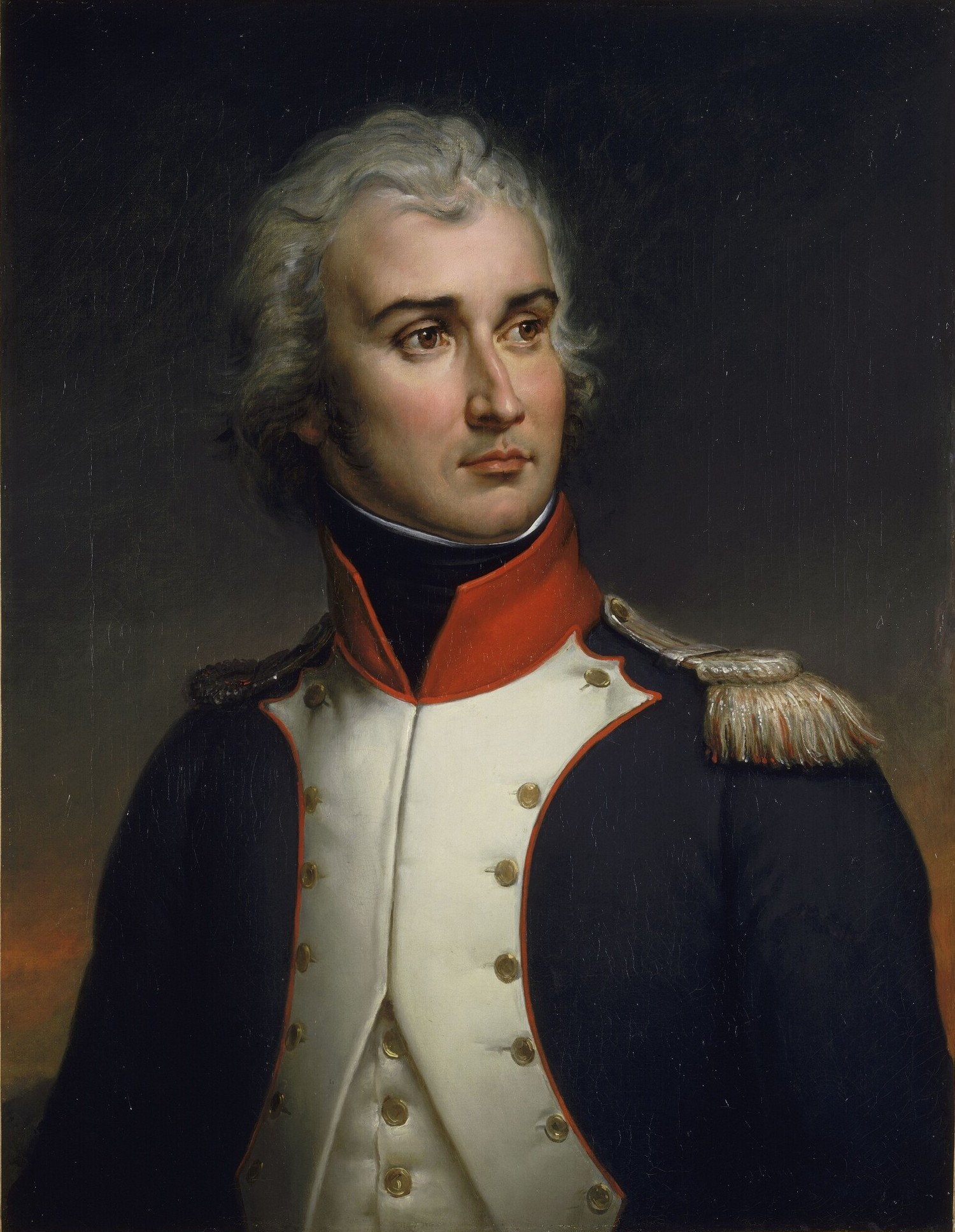
Jean Lannes, comandante delle forze francesi a Montebello

Ott, partito con l'idea di strappare Piacenza ai distaccamenti nemici, si era appena avvicinato a Casteggio quando trovò la sua avanguardia ricacciata su Rivetta dalla divisione di Watrin. Ott si affrettò a gettare la divisione di Vogelsang sulle alture a destra e metà della divisione di Schellenberg in città mentre il resto rimase di riserva a Montebello. Oreilly si era ritirato sulle alture di Rivetta. Alla vista di tante forze, Lannes, per un attimo stupito, giudicò l'influenza che il minimo movimento retrogrado avrebbe avuto su un esercito appoggiato dal Po, in una situazione così precaria e sapendo che sarebbe stato costantemente sostenuto, non esitò a marciare egli stesso contro il nemico. Il borgo di Casteggio è situato ai piedi dei contrafforti dell'Appennino, che terminano verso Stradella nella pianura padana, e di cui si snoda la strada maestra da Torino a Genova.
Tali alture dominavano l'unica strada della zona, la stessa strada che gli austriaci erano forzati a percorrere per potersi ritirare. Lannes tentò di strapparle al nemico manovrando sulla sua sinistra. Sebbene inizialmente avesse contro solo le truppe di Oreilly, che poteva facilmente gestire, in un secondo momento si dovette scontrare anche con i sei battaglioni di Gottesheim, accorso dalla divisione Vogelsang. Gli austriaci rovesciarono la situazione e strapparono una momentanea vittoria sui francesi. Lo stesso Watrin, posto al centro di fronte a Casteggio, ebbe difficoltà a sostenere gli sforzi degli imperiali lungo la strada principale e, nonostante l'eroico esempio di Lannes, la ritirata stava per diventare inevitabile, quando la divisione Chambarlhac, appartenente al corpo di Victor, arrivò sul posto. Il generale Rivaud si spostò subito a sinistra, contro le alture, garantendo la superiorità ai repubblicani. I tre battaglioni da lui guidati diedero tempo agli altri di riformarsi e insieme spinsero Gottesheim sul castello di Dordone, nonostante gli inutili tentativi di Vogelsang, per fermare la loro marcia: la brigata Gency superò a destra il burrone di Casteggio e gli uomini Watrin si precipitarono sulla città, che catturò e perse due volte. Avendo avuto la resa degli ultimi battaglioni, il combattimento si riprese con più furore e da entrambe le parti si assistette ad atti di estremo valore: le truppe austriache, temprate da tante imprese intorno a Genova, lottarono per la salvezza del loro esercito e i francesi, guidati da un condottiero intrepido, erano ben consapevoli che la loro esistenza sarebbe stata a rischio se avessero fatto un passo indietro.

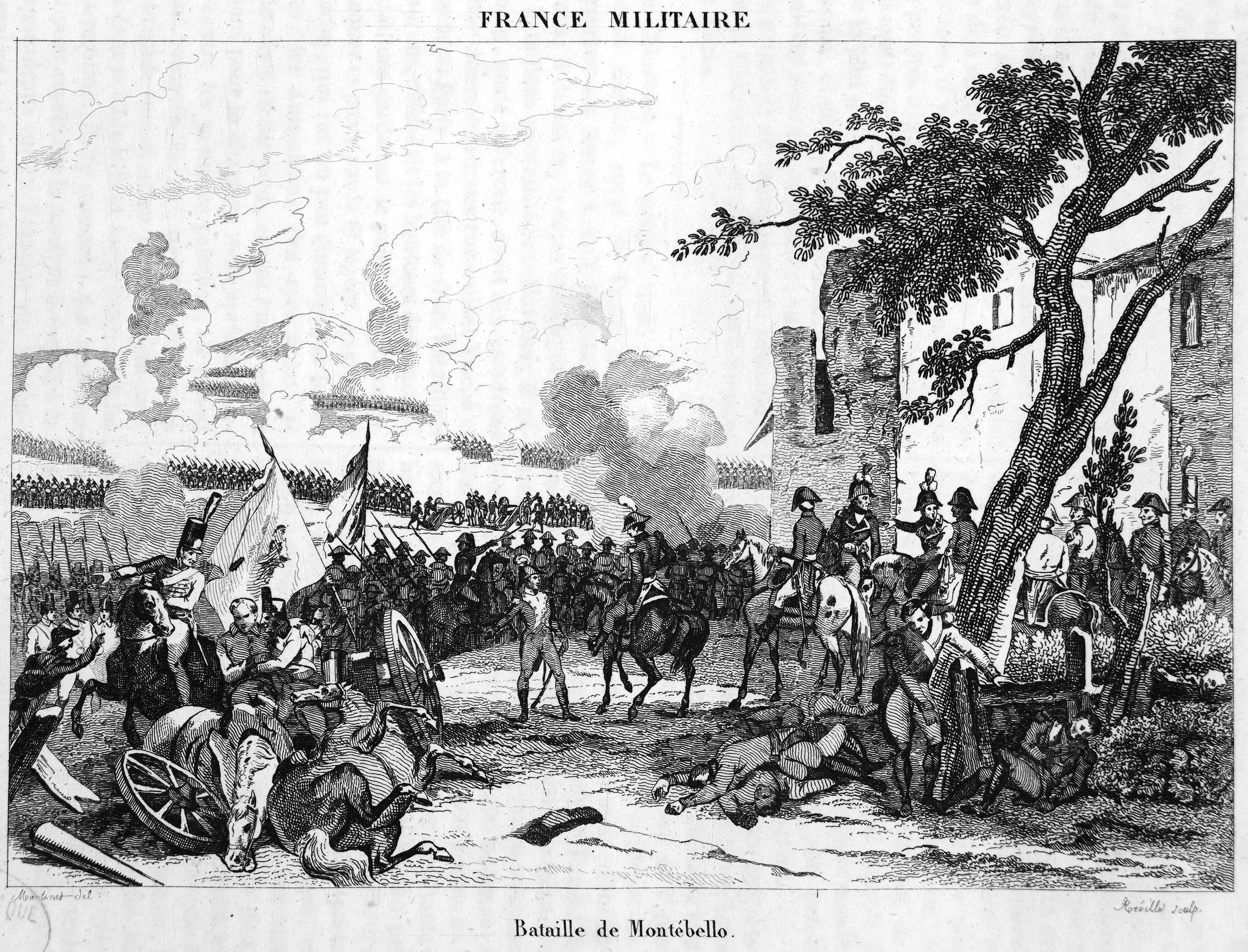
Raffigurazione della battaglia di Montebello

Alla fine, l'arrivo del generale Victor con alcuni battaglioni della divisione Gardanne assicurò la vittoria. Rivaud, appoggiato dal resto della divisione Chambarlhac, spingendo su Montebello dall'alto, minacciò di circondare la destra di Ott, mentre Gency spingeva la sua sinistra in pianura. Allora il generale austriaco diede il segnale della ritirata: Schellenberg, lasciando Oreilly a difendere Casteggio, dovette ritirare la sua divisione verso Genestrello, per rimettersi in linea con i resti di Vogelsang. In seguito a questo movimento Oreilly, intrappolato in Casteggio, ebbe difficoltà a uscire, e vi riuscì solo sacrificando un gran numero dei suoi uomini, destinati a divenire prigionieri.

## Conseguenze
Gli austriaci persero circa 4000 uomini, mentre le perdite francesi variano, a seconda delle fonti, da poche centinaia a 3000 uomini tra morti e feriti. Ott, inseguito accanitamente, ripiegava su Tortona, gettava mille uomini nel forte, e tornava a San Giuliano, per riunirsi a von Melas. Ott fu ampiamente criticato per non aver usato sin dal principio tutti gli uomini a sua disposizione, cosa che gli avrebbe quasi certamente garantito la vittoria.
Pochi giorni dopo, le truppe imperiali tenteranno la sorte contro le forze di Napoleone nella celeberrima battaglia di Marengo, sperando di liberarsi dalla manovra del generale francese, che aveva tagliato loro ogni via di fuga.
Lo scontro passò alla storia con il nome della vicina Montebello e Lannes verrà poi insignito del titolo di "duca di Montebello".